# 투르 드 코리아
투르 드 코리아(영어: Tour de Korea)는 대한민국을 돌며 자전거 레이스를 펼치는 대회이다. 도로용 싸이클인 로드바이크로만 출전 가능하다.
국민체육진흥공단에서 주최하고 투르 드 코리아 조직위원회와 대한 싸이클협회가 주관한다. 현재까지는 여러 부분에서 국내 최대의 자전거 경주 대회(레이스)이다. 초반 수십 km는 경쟁이 없는 '퍼레이드'를 실시하고, '오픈'하면 본격적인 레이스가 시작된다.
국제 사이클 연맹(UCI)에 등록된 프로팀들이 참여하는 엘리트 코스와 일반 아마추어들이 참여하는 스페셜코스가 있다.
UCI가 인정하는 대회이긴 하나, 랭킹 포인트와는 관계가 없다. 프로선수가 아닌 일반 아마추어가 스페셜 코스에 참가하기 위해서는 이전 TDK대회에서 8개에서 9개의 스테이지를 완주하거나(8star, 9star라고 한다) 프리테스트를 통과해야만 한다. 프리테스트에서는 서포트카의 사용이 불가능하다. 프리테스트는 총 두 번 실시한다. 1차는 단체출발이며, 2차는 개인 타임 트라이얼(Individual Time Tral, ITT)이다. 장비 규정은 UCI 규정에 준한다. 유바, 뿔바, 미니바, 에어로바, 디스크휠, 삼발이 휠 등의 사용이 금지된다.

## 같이 보기
- UCI ProTour
- 그랜드 투어
  - 지로 디탈리아
  - 벨타 아 에스파냐
  - 투르 드 프랑스